# Собор Святой Терезы Калькутской
Собор Пресвятой Матери Терезы в Приштине (алб. Katedralja e së Lumes Nënë Tereza në Prishtinë, серб. Katedrala Majke Tereze u Prištini / Катедрала Мајке Терезе у Приштини) ― католический кафедральный собор, на данный момент возводящийся в городе Приштина, Косово. В 2007 году правительство Косово одобрило планы строительства собора. Храм посвящен албанской и индийской католической монахине и миссионерке блаженной Матери Терезе. Сокафедральный собор епархии Призрена и Приштины.

## История
Первый камень в основании собора был торжественно заложен бывшим президентом Косово Ибрагимом Руговой, который сам по вероисповеданию являлся мусульманином. «Кафедральный собор станет таким объектом архитектуры, который будет представлять наши ценности, национальную идентичность и наши чувства веры» ― так выразился президент. Церемония состоялась 26 августа 2010 года, в сотую годовщину рождения Матери Терезы, хотя строительные работы начались только в следующем году. Строительство кафедрального собора вызвало ожесточённые споры в мусульманских кругах, многие представители которых придерживались мнения о том, что собор имеет слишком большие размеры, учитывая сравнительно небольшое количество верующих католиков в регионе.
После того, как строительные работы будут завершены, кафедра епископа переедет из Призрена в Приштину. Сам собор должен стать одним из самых высоких зданий города.
Выставка, посвящённая общей истории албанцев и Австрии, состоялась в кафедральном соборе в январе 2015 года. В ней приняли участие президент Косово Атифете Яхьяга и министр иностранных дел Австрии Себастьян Курц.
На одной из колоколен собора находится смотровая площадка, куда можно добраться на лифте. Со смотровой площадки открывается великолепный вид на город, в особенности, на Национальную библиотеку и недостроенный собор Христа Спасителя.